# Atlantisch orkaanseizoen 1970
Het Atlantisch orkaanseizoen 1970 duurde van 1 juni 1970 tot 30 november 1970. Tropische cyclonen die buiten deze seizoensgrenzen ontstaan, maar nog binnen het kalenderjaar 1970, worden ook nog tot dit seizoen gerekend.